# Andrea Prono
Andrea Prono (ur. 30 sierpnia 1984 r.) – paragwajska pływaczka, uczestniczka igrzysk olimpijskich. 

## Życiorys

### Igrzyska Olimpijskie
Na igrzyskach olimpijskich szesnastoletnia Prono wystąpiła tylko raz - podczas XXVII Letnich Igrzysk Olimpijskich w 2000 roku w Sydney. Wzięła udział w jednej konkurencji pływackiej. Na dystansie 100 metrów stylem grzbietowym wystartowała w pierwszym wyścigu eliminacyjnym. Z czasem 1:08.11 zajęła w nim szóste miejsce, a ostatecznie, w rankingu ogólnym, uplasowała się na czterdziestym piątym miejscu. 